# Yago César da Silva
Yago César da Silva (Taboão da Serra, Brasil, 26 de mayo de 1997) es un futbolista brasileño. Se desempeña como extremo derecho y juega para el Ituano Futebol Clubedel Campeonato Brasileño de Serie B.

## Clubes
| Club                      | País     | Año         |
| ------------------------- | -------- | ----------- |
| Atlético Paranaense       | Brasil   | 2016 - 2017 |
| Juventude (cesión)        | Brasil   | 2017        |
| Atlético Paranaense       | Brasil   | 2018        |
| Lobos de la BUAP(cesión)  | México   | 2018 - 2019 |
| Paços de Ferreira(cesión) | Portugal | 2019        |
| Atlético Paranaense       | Brasil   | 2019 - 2020 |
| Ituano(cesión)            | Brasil   | 2020        |
| Atlético Paranaense       | Brasil   | 2020        |
| Cuiabá(cesión)            | Brasil   | 2020 - 2021 |
| Atlético Paranaense       | Brasil   | 2021        |
| CSA(cesión)               | Brasil   | 2021        |
| Atlético Paranaense       | Brasil   | 2021 - 2022 |
| Guarani(cesión)           | Brasil   | 2022        |
| Atlético Paranaense       | Brasil   | 2022 - 2023 |
| Ituano(cesión)            | Brasil   | 2023 -      |

## Palmarés

### Campeonatos nacionales
| Título                | Club                | País   | Año  |
| --------------------- | ------------------- | ------ | ---- |
| Campeonato Paranaense | Atlético Paranaense | Brasil | 2016 |
| Campeonato Paranaense | Atlético Paranaense | Brasil | 2018 |